# Škola pro radost
Škola pro radost je soukromá základní umělecká škola, založena v roce 1993. Sídlí v Praze 5, Na Vrchu 304 Řeporyje.

## První roky
V prvních letech navštěvovalo školu asi 30 dětí. Vyučovala se hra na klavír, akordeon a probíhala přípravná hudební výchova nejmenších dětí. V dalších letech se škola rozrostla na 60 dětí a začala se vyučovat hra na elektrické klávesy, zobcové flétny a byl založen dětský pěvecký sbor „PETRKLÍČ“. Škola byla v roce 1996 zařazena MŠMT ČR do sítě škol a začala poskytovat kompletní hudební vzdělání.  Škola se dále rozrostla na 170 žáků. V roce 1999 byl vytvořen přípravný pěvecký sbor „KUŘÁTKA“. V roce 2002 vznikl dívčí kvintet Notabene a o dva roky později pak dívčí sdružení Osmikrásky. Sbory se každý rok účastní pěveckého soustředění a vydaly 6 CD.

## Současnost
Od školního roku 2008/2009 se výuka rozšířila o výtvarný obor, výuku hry na housle a na fagot. Na škole se tedy nyní vyučuje hra na klavír, akordeon, elektrické klávesy, housle, zobcové flétny, příčnou flétnu, fagot, kytaru, sborový zpěv, hudební nauka a výtvarný obor.

## Úspěchy sborů
17.5.2003 Soutěž sborů Praha – sbory získaly 1. a 2. místo

11.12.2004 Mezinárodní festival Pražské Vánoce v Ládví – sbor Petrklíč získal zlato

9.4. 2005 Krajské kolo celostátní soutěže dětských pěveckých sborů – sbory se umístily ve zlatém pásmu

29.6. - 3.7. 2005 Mezinárodní festival IKF 2005 v Arnhemu ( Holandsko) – sbor Petrklíč ve své kategorii zvítězil

1.4. 2006 Krajské kolo soutěže dětských pěveckých sborů  - sbory Petrklíč i Kuřátka obhájily zlatá pásma
	
22.4. 2006 Celostátní soutěž dětských pěveckých sborů "Zahrada písní" – Petrklíč získal stříbrné pásmo a sbor Kuřátka pásmo zlaté

28.4. - 2.5. 2006 Mezinárodní festival v belgickém Neerpeltu  - sbor Petrklíč získal 1. cenu

1.-3.6. 2007 Celostátní přehlídka dětských pěveckých sborů v Pardubicích – sbor Kuřátka získal zvláštní cenu poroty za provedení skladeb Petra Ebena

14. - 18.10. 2007 Mezinárodní festival v Itálii - IN...CANTO SUL GARDA – sbory získaly dvě zlatá umístění a jedno stříbrné

1. - 4.10. 2008 Mezinárodní festival v italských Benátkách – sbory získaly 3 stříbrná ocenění

Sbory se každoročně účastní těchto pěveckých soutěží:

Mezinárodní festival Svátky písní  v Olomouci – od roku 2002 sbory získaly 3 zlatá a 5 stříbrných ocenění

Mezinárodní festival adventní a vánoční hudby s cenou Petra Ebena – od roku 2001 zde sbory získaly 1 zlaté, 6 stříbrných a 3 bronzová ocenění

## Koncerty
16.11.2002 kostel sv. Šimona a Judy - benefiční koncert pro nemocnici Na Františku, která byla postižena povodní.

20.12.2003 Staroměstské náměstí  - předávání betlémského světla  

20.3.2004 Divadlo Járy Cimrmana –sbor Kuřátka vystoupil při setkání hnutí HUMANISTI

1.12.2004 Břevnovský klášter – koncert pro Středočeskou plynárenskou a.s.

27.12.2004 Nosticův palác – Petrklíč vystoupil na Vánočním koncertě Petra Kotvalda 

18.12. 2005 Divadlo Komedie – Petrklíč vystoupil  na koncertě Petra Kotvalda 

27.4. 2007 Slavnostní koncert k 10. výročí založení školy a k 15. výročí SSŠČMS 

12.12. 2007 Malý vánoční koncert v kostele v Řeporyjích 

22.12. 2008 Sbor Petrklíč vystoupil na vánočním koncertu P. Kotvalda v kostele sv. Šimona a Judy 

Každý rok jsou pořádány tyto koncerty:

v sálu pražského Hlaholu – koncert je pořádán na jaře a vystupují zde pěvecké sbory a někteří sólisté. V roce 2003 přijal pozvání hudební skladatel prof. Petr Eben

Absolventský koncert v Libeňském zámečku – vystupují zde žáci, kteří zakončují I. nebo II. cyklus

Vánoční koncerty v kostele Sv. Jakuba Většího v Tachlovicích a v kostele Sv. Jakuba Staršího ve Stodůlkách.